# Weltcup der Nordischen Kombination 2004/05
Die Weltcupsaison 2004/05 der Nordischen Kombination begann am 27. November 2004 im finnischen Kuusamo und endete am 13. März 2005 in Oslo. Während der Saison wurden vom 16. bis 27. Februar 2005 die Nordischen Skiweltmeisterschaften in Oberstdorf ausgetragen. Ursprünglich waren 18 Einzel- sowie zwei Teamwettbewerbe geplant, jedoch wurde ein Staffelbewerb kurzfristig in ein Sprint umgewandelt. Zudem mussten zwei Wettkämpfe abgesagt werden.
Zu Beginn wurde die Weltcupsaison durch das Duell zwischen Hannu Manninen und Ronny Ackermann geprägt. Mit einer Siegesserie von sechs Weltcuperfolgen konnte der Finne schließlich seinen ärgsten Verfolger abschütteln und hatte auch am Ende die Nase vorn. Mit seinen zehn Weltcupsiegen in einer Saison stellte er einen neuen Rekord auf. Ackermann fand seine Form jedoch rechtzeitig zu den Weltmeisterschaften wieder und wurde vor heimischen Publikum Doppelweltmeister.
Neben den beiden überragenden Athleten der Saison konnten sich der Österreicher Felix Gottwald, der Deutsche Björn Kircheisen und der Norweger Magnus Moan über jeweils einen Weltcuperfolg freuen. Der Sprintweltcup wurde ebenfalls von Manninen vor Ackermann gewonnen. Als Dritter in dieser Wertung konnte der US-Amerikaner Todd Lodwick überzeugen. Den einzigen Teamwettbewerb gewann Finnland. Die Nationenwertung wurde allerdings von Deutschland gewonnen.
In die Weltcup-Saison war zudem ein Grand Prix integriert, dessen Gesamtwertung ebenfalls Hannu Manninen gewann. Die Wertung setzte sich aus den gewonnenen Weltcup-Punkten bei den Wettbewerben in Oberhof, Ruhpolding und Schonach zusammen.

## Ergebnisse und Wertungen

### Weltcup-Übersicht
| Datum                                                                   | Austragungsort | Disziplin             | Sieger                                              | Zweiter                                                       | Dritter                                        |
| ----------------------------------------------------------------------- | -------------- | --------------------- | --------------------------------------------------- | ------------------------------------------------------------- | ---------------------------------------------- |
| 27.11.2004                                                              | Kuusamo        | Einzel HS142/15km     | Ronny Ackermann                                     | Hannu Manninen                                                | Todd Lodwick                                   |
| 28.11.2004                                                              | Kuusamo        | Sprint HS142/7,5km    | Hannu Manninen                                      | Todd Lodwick                                                  | Ronny Ackermann                                |
| 04.12.2004                                                              | Trondheim      | Einzel HS131/15km     | Ronny Ackermann                                     | Hannu Manninen                                                | Felix Gottwald                                 |
| 05.12.2004                                                              | Trondheim      | Sprint HS131/7,5km *  | Ronny Ackermann                                     | Michael Gruber                                                | Johnny Spillane                                |
| 11.12.2004                                                              | Val di Fiemme  | Massen 10km/HS134     | Wettkampf abgesagt                                  | Wettkampf abgesagt                                            | Wettkampf abgesagt                             |
| Warsteiner Grand Prix                                                   |                |                       |                                                     |                                                               |                                                |
| 30.12.2004                                                              | Oberhof        | Einzel HS140/15km     | Hannu Manninen                                      | Ronny Ackermann                                               | Felix Gottwald                                 |
| 02.01.2005                                                              | Ruhpolding     | Sprint HS128/7,5km    | Ronny Ackermann                                     | Todd Lodwick                                                  | Hannu Manninen                                 |
| 06.01.2005                                                              | Schonach       | Einzel HS96/15km      | Hannu Manninen                                      | Mario Stecher                                                 | Daito Takahashi                                |
| Gesamtwertung                                                           | Gesamtwertung  | Gesamtwertung         | Hannu Manninen                                      | Ronny Ackermann                                               | Todd Lodwick                                   |
| 08.01.2005                                                              | Seefeld        | Sprint HS100/7,5km    | Hannu Manninen                                      | Ronny Ackermann                                               | Ladislav Rygl                                  |
| 09.01.2005                                                              | Seefeld        | Einzel HS100/15km     | Hannu Manninen                                      | Felix Gottwald                                                | Ronny Ackermann                                |
| 22.01.2005                                                              | Liberec        | Sprint HS134/7,5km    | Wettkampf abgesagt                                  | Wettkampf abgesagt                                            | Wettkampf abgesagt                             |
| 23.01.2005                                                              | Liberec        | Sprint HS134/7,5km ** | Hannu Manninen                                      | Kristian Hammer                                               | Todd Lodwick                                   |
| 29.01.2005                                                              | Sapporo        | Massen 10km/HS134     | Hannu Manninen                                      | Ronny Ackermann                                               | Magnus Moan                                    |
| 30.01.2005                                                              | Sapporo        | Einzel HS134/15km     | Hannu Manninen                                      | Daito Takahashi                                               | Anssi Koivuranta                               |
| 11.02.2005                                                              | Pragelato      | Team HS140/3x5km      | FinnlandAntti Kuisma Jouni Kaitainen Hannu Manninen | Deutschland ISebastian Haseney Georg Hettich Björn Kircheisen | SchweizAndreas Hurschler Jan Schmid Ronny Heer |
| 12.02.2005                                                              | Pragelato      | Sprint HS140/7,5km    | Felix Gottwald                                      | Hannu Manninen                                                | Björn Kircheisen                               |
| 16. bis 27. Februar 2005 Nordische Skiweltmeisterschaften in Oberstdorf |                |                       |                                                     |                                                               |                                                |
| 04.03.2005                                                              | Lahti          | Sprint HS130/7,5km    | Hannu Manninen                                      | Björn Kircheisen                                              | Ronny Ackermann                                |
| 05.03.2005                                                              | Lahti          | Einzel HS130/15km     | Björn Kircheisen                                    | Ronny Ackermann                                               | Hannu Manninen                                 |
| 12.03.2005                                                              | Oslo           | Einzel HS128/15km     | Magnus Moan                                         | Hannu Manninen                                                | Ronny Ackermann                                |
| 13.03.2005                                                              | Oslo           | Sprint HS128/7,5km    | Hannu Manninen                                      | Magnus Moan                                                   | Ronny Ackermann                                |

*= anstelle eines geplanten Teamwettkampfs **=das geplante Einzelrennen wurde in einen Sprint geändert

### Wertungen
| Rang | Name              | Punkte |
| ---- | ----------------- | ------ |
| 01.  | Hannu Manninen    | 1466   |
| 02.  | Ronny Ackermann   | 1070   |
| 03.  | Felix Gottwald    | 0677   |
| 04.  | Todd Lodwick      | 0668   |
| 05.  | Magnus Moan       | 0577   |
| 06.  | Björn Kircheisen  | 0571   |
| 07.  | Petter Tande      | 0505   |
| 08.  | Daito Takahashi   | 0468   |
| 09.  | Christoph Bieler  | 0454   |
| 10.  | Mario Stecher     | 0412   |
| 11.  | Ladislav Rygl     | 0374   |
| 12.  | Georg Hettich     | 0342   |
| 13.  | Jaakko Tallus     | 0328   |
| 14.  | Johnny Spillane   | 0308   |
| 15.  | Kristian Hammer   | 0303   |
| 16.  | Ola Morten Græsli | 0244   |
| 17.  | Bill Demong       | 0236   |
| 18.  | Tino Edelmann     | 0223   |
| 19.  | Håvard Klemetsen  | 0226   |
| 20.  | Michael Gruber    | 0219   |
| 21.  | Anssi Koivuranta  | 0197   |
|      | Nicolas Bal       | 0197   |

| Rang | Name                | Punkte |
| ---- | ------------------- | ------ |
| 23.  | Sebastian Haseney   | 0192   |
| 24.  | Sergei Maslennikow  | 0169   |
| 25.  | David Kreiner       | 0160   |
| 26.  | Takashi Kitamura    | 0159   |
| 27.  | Thorsten Schmitt    | 0150   |
| 28.  | Jouni Kaitainen     | 0148   |
| 29.  | Mathieu Martinez    | 0143   |
| 30.  | Antti Kuisma        | 0132   |
| 31.  | Matthias Menz       | 0130   |
| 32.  | Jens Gaiser         | 0124   |
| 33.  | Ivan Rieder         | 0122   |
| 34.  | Jan Schmid          | 0121   |
| 35.  | Kenneth Braaten     | 0108   |
|      | Kevin Arnould       | 0108   |
| 37.  | Jan Rune Grave      | 0097   |
| 38.  | Sébastien Lacroix   | 0093   |
| 39.  | Jochen Strobl       | 0092   |
| 40.  | David Zauner        | 0087   |
|      | Matthias Mehringer  | 0087   |
| 42.  | Stephan Münchmeyer  | 0078   |
|      | Bernhard Gruber     | 0078   |
| 44.  | Florian Schillinger | 0076   |

| Rang | Name                  | Punkte |
| ---- | --------------------- | ------ |
| 45.  | Yōsuke Hatakeyama     | 0065   |
|      | Jason Lamy Chappuis   | 0065   |
| 47.  | Andreas Hurschler     | 0063   |
| 48.  | Ludovic Roux          | 0053   |
| 49.  | Lukas Klapfer         | 0049   |
| 50.  | Marcel Höhlig         | 0048   |
|      | Eric Camerota         | 0048   |
| 52.  | Ronny Heer            | 0039   |
|      | Espen Rian            | 0039   |
| 54.  | Wilhelm Denifl        | 0036   |
| 55.  | Giuseppe Michielli    | 0031   |
| 56.  | Michael Hollenstein   | 0030   |
| 57.  | Maxime Laheurte       | 0029   |
| 58.  | Mikko Kokslien        | 0026   |
| 59.  | Lucas Vonlanthen      | 0017   |
| 60.  | Tomoyuki Usui         | 0015   |
| 61.  | Damjan Vtič           | 0013   |
| 62.  | Kazuya Takemoto       | 0009   |
| 63.  | Daniele Munari        | 0005   |
|      | Jon-Richard Rundsvenn | 0005   |
| 65.  | Christian Ulmer       | 0002   |

| Endstand nach 18 Wettbewerben |                    |        |
| \| Rang \| Name \| Punkte \| \| ---- \| ------------------ \| ------ \| \| 01. \| Deutschland \| 2587 \| \| 02. \| Finnland \| 2412 \| \| 03. \| Österreich \| 2098 \| \| 04. \| Norwegen \| 1959 \| \| 05. \| Vereinigte Staaten \| 1166 \| \| 06. \| Japan \| 0649 \| \| 07. \| Frankreich \| 0455 \| \| 08. \| Tschechien \| 0394 \| \| 09. \| Schweiz \| 0309 \| \| 10. \| Russland \| 0179 \| \| 11. \| Italien \| 0143 \| \| 12. \| Slowenien \| 0004 \| |                    |        |
| Rang | Name               | Punkte |
| 01. | Deutschland        | 2587   |
| 02. | Finnland           | 2412   |
| 03. | Österreich         | 2098   |
| 04. | Norwegen           | 1959   |
| 05. | Vereinigte Staaten | 1166   |
| 06. | Japan              | 0649   |
| 07. | Frankreich         | 0455   |
| 08. | Tschechien         | 0394   |
| 09. | Schweiz            | 0309   |
| 10. | Russland           | 0179   |
| 11. | Italien            | 0143   |
| 12. | Slowenien          | 0004   |